# Ernst Emil Horst
Ernst Emil Horst (* 5. Oktober 1843 in Graupzig; † 6. Februar 1917 in Dresden) war ein deutscher konservativer Politiker.

## Leben und Wirken
Der Sohn des Rittergutspächters Johann Gottlob Horst auf Graupzig mit Gödelitz erhielt seine erste Schulbildung als Privatunterricht. Nach Besuch der Realschule in Dresden studierte er an der landwirtschaftlichen Akademie in Tharandt. Er schlug eine Laufbahn als landwirtschaftlicher Beamter ein. Er pachtete das Rittergut Rothschönberg und war ab etwa 1895 Besitzer des Erbgerichtsguts in Mulda mit 105 Hektar Grundbesitz. 1901 wurde er zu einem Ökonomierat ernannt.
In einer durch die Mandatsniederlegung von Gustav Hahn notwendig gewordenen Nachwahl wurde er am 18. Januar 1886 im 17. ländlichen Wahlkreis in die II. Kammer des Sächsischen Landtags gewählt, der er bis zu seinem Tod 1917 angehörte. Er war Vorstandsmitglied des Konservativen Vereins im Amtsbezirk Meißen und langjähriges Mitglied im Verwaltungsrat des Landwirtschaftlichen Kreditvereins im Königreich Sachsen. Von 1912 bis 1914 fungierte er als dessen Vorsitzender. Des Weiteren war er Mitglied im Verwaltungsausschuss der Brandversicherungskammer für die Gebäudeversicherung.
Fast erblindet starb Horst 1917 in Dresden. Georg Andrä wurde in einer Nachwahl zu seinem Mandatsnachfolger im Sächsischen Landtag gewählt.